# Culicoides quinquelineatus
Culicoides quinquelineatus är en tvåvingeart som beskrevs av Maurice Emile Marie Goetghebuer 1934. Culicoides quinquelineatus ingår i släktet Culicoides och familjen svidknott. Inga underarter finns listade i Catalogue of Life.